# 大都市自治体

大都市自治体と指定年の地図

トルコには81の県があり、そのうち30が大都市自治体（トルコ語: büyükşehir belediyeleri、大都市広域市、大都市広域自治体とも）に指定されている。大都市自治体の下には区自治体が置かれ（トルコ語: ilçe belediyesi）、一般の県の市自治体（トルコ語: ilçe belediyesi）と町自治体（トルコ語: belde belediyesi）とは同格である。大都市自治体の周辺部には准区自治体（トルコ語: altı kademe belediyesi）も設置できるが、現在は県全体が大都市自治体に指定されているため設置されていない。
県との違いは大都市自治体の首長が公選で選出されるのに対し、県知事は内務省から任命される官僚が務めている。また、トルコで県都の市名は県名と必ず一致するが、大都市自治体に指定されている県の県庁所在地の区自治体は別の名前に変更することが可能である。

## 歴史
最初の大都市自治体は1984年に、「大都市自治体行政に関する法律と同等の効力を持つ政令を改正し承認する法律」（トルコ語: Büyuk Şehir Belediyelerinin Yönetimi Hakkında Kanun Hükmünde Kararnamenin Diğiştirelek Kabulü Hakkında Kanun）により設立された。当時指定されたのはイスタンブール、アンカラとイズミルの3つの都市である。各大都市自治体には、いくつかの区が設置された。
その後、1986年にアダナ、1987年にブルサ、ガズィアンテプとコンヤ、1988年にカイセリが加わり、総数は8市に増えた。1993年、アンタルヤ、ディヤルバクル、エルズルム、エスキシェヒル、イズミット、メルスィン、サムスンの7つの新しい大都市自治体が設立された。2000年にサカリヤも大都市自治体に指定された。
2004年以前は人口75万人以上の都市部のみが大都市自治体として指定されていたが、2004年に指定範囲は都市の人口規模に応じて拡大したことにより、イスタンブル県とコジャエリ県の全域が大都市自治体に指定され、大都市自治体の範囲は県境と重なることになる。2012年に人口が75万人を超えているすべての県、および既に大都市自治体を有する県は一気に大都市自治体に昇格した。これにより大都市自治体の数が急増しており、29市となっている。新規指定の県はアイドゥン県、バルケスィル県、デニズリ県、ハタイ県、マラティヤ県、マニサ県、カフラマンマラシュ県、マルディン県、ムーラ県、テキルダー県、トラブゾン県、シャンルウルファ県、ヴァン県の13県である。拡大指定の県はアダナ県、アンカラ県、アンタルヤ県、ブルサ県、ディヤルバクル県、エスキシェヒル県、エルズルム県、ガズィアンテプ県、イズミル県、カイセリ県、コンヤ県、メルスィン県、サカリヤ県、サムスン県である。ただし、行政区画としての県は廃止されておらず、警察部局などが県の管轄範囲に残っている。
2013年、オルドゥ県が加わったことで、大都市自治体の総数は30となっている。

## 大都市自治体の一覧
| 大都市自治体名     | 県名                 | 設立日付      | 人口（2013年） | 人口（2021年） | 区の数 |
| ------------------ | -------------------- | ------------- | -------------- | -------------- | ------ |
| アダナ             | アダナ県             | 1986年6月5日  | 2,149,160      | 2,263,373      | 15     |
| アンカラ           | アンカラ県           | 1984年3月23日 | 5,045,083      | 5,747,325      | 25     |
| アンタルヤ         | アンタルヤ県         | 1993年9月9日  | 2,158,265      | 2,619,832      | 19     |
| アイドゥン         | アイドゥン県         | 2012年12月6日 | 1,020,957      | 1,134,031      | 17     |
| バルケスィル       | バルケスィル県       | 2012年12月6日 | 1,162,761      | 1,250,610      | 20     |
| ブルサ             | ブルサ県             | 1986年6月18日 | 2,740,970      | 3,147,818      | 17     |
| デニズリ           | デニズリ県           | 2012年12月6日 | 963,464        | 1,051,056      | 19     |
| ディヤルバクル     | ディヤルバクル県     | 1993年9月9日  | 1,607,437      | 1,791,373      | 17     |
| エルズルム         | エルズルム県         | 1993年9月9日  | 766,729        | 756,893        | 20     |
| エスキシェヒル     | エスキシェヒル県     | 1993年9月9日  | 799,724        | 898,369        | 14     |
| ガズィアンテプ     | ガズィアンテプ県     | 1986年6月20日 | 1,844,438      | 2,130,432      | 9      |
| ハタイ             | ハタイ県             | 2012年12月6日 | 1,503,066      | 1,670,712      | 15     |
| メルスィン         | メルスィン県         | 1993年9月9日  | 1,705,774      | 1,891,145      | 13     |
| イスタンブル       | イスタンブル県       | 1984年3月23日 | 14,160,467     | 15,840,900     | 39     |
| イズミル           | イズミル県           | 1984年3月23日 | 4,061,074      | 4,425,789      | 30     |
| カイセリ           | カイセリ県           | 1988年12月7日 | 1,295,355      | 1,434,357      | 16     |
| コジャエリ         | コジャエリ県         | 1993年9月9日  | 1,676,202      | 2,033,441      | 12     |
| コンヤ             | コンヤ県             | 1986年6月20日 | 2,079,225      | 2,277,017      | 31     |
| マラティヤ         | マラティヤ県         | 2012年12月6日 | 762,538        | 808,692        | 13     |
| マニサ             | マニサ県             | 2012年12月6日 | 1,359,463      | 1,456,626      | 17     |
| カフラマンマラシュ | カフラマンマラシュ県 | 2012年12月6日 | 1,075,076      | 1,171,298      | 11     |
| マルディン         | マルディン県         | 2012年12月6日 | 779,738        | 862,757        | 10     |
| ムーラ             | ムーラ県             | 2012年12月6日 | 866,665        | 1,021,141      | 13     |
| オルドゥ           | オルドゥ県           | 2013年3月14日 | 731,452        | 760,872        | 19     |
| サカリヤ           | サカリヤ県           | 2000年3月6日  | 917,373        | 1,060,876      | 16     |
| サムスン           | サムスン県           | 1993年9月9日  | 1,261,810      | 1,371,274      | 17     |
| テキルダー         | テキルダー県         | 2012年12月6日 | 874,475        | 1,113,400      | 11     |
| トラブゾン         | トラブゾン県         | 2012年12月6日 | 758,237        | 816,684        | 18     |
| シャンルウルファ   | シャンルウルファ県   | 2012年12月6日 | 1,801,980      | 2,143,020      | 13     |
| ヴァン             | ヴァン県             | 2012年12月6日 | 1,070,113      | 1,141,015      | 13     |
|                    | 合計                 |               | 58,999,701     | 66,092,128     | 519    |